# Alette Sijbring
Alette Hilde Sijbring (* 20. März 1982 in Zierikzee) ist eine ehemalige niederländische Wasserballspielerin. Sie gewann 2008 die olympische Goldmedaille.

## Sportliche Karriere
Die 1,74 Meter große Alette Sijbring wurde mit der niederländischen Nationalmannschaft Zehnte bei der Weltmeisterschaft 2005 und Neunte bei der Weltmeisterschaft 2007. Im Jahr darauf bei den Olympischen Spielen in Peking belegten die Niederländerinnen in ihrer Vorrundengruppe den dritten Platz hinter den Ungarinnen und den Australierinnen. Mit einem 13:11 im Viertelfinale gegen Italien und einem 8:7 gegen die Ungarinnen erreichten die Niederländerinnen das Endspiel gegen die Mannschaft aus den Vereinigten Staaten. Mit einem 9:8 im Finale gewannen die Niederländerinnen die Goldmedaille. Alette Sijbring wirkte in allen sechs Spielen mit und erzielte insgesamt vier Treffer, davon einen im Halbfinale.
Alette Sijbring spielte in den Niederlanden bei TWZ Zaandam und dem Biltsche Zwemclub Brandenburg.